# Diocesi di Milazzo
La diocesi di Milazzo (in latino Dioecesis Mylana) è una diocesi soppressa e sede vescovile titolare della Chiesa cattolica.

## Storia
Milazzo fu sede vescovile attestata nel VII secolo. È attribuito a questa antica diocesi Joannes episcopus ecclesiae Mylanae provinciae Siciliae, che prese parte al concilio romano indetto da papa Agatone il 27 marzo 680 per confermare la condanna dell'eresia monotelita. Lanzoni ipotizza che il vescovo Exhilaratus, menzionato in una lettera di Gregorio Magno del 603, possa appartenere o alla sede di Milazzo o a quella di Thermae. Non si hanno altre notizie di questa antica diocesi siciliana.
Dal 2018 è annoverata tra le sedi vescovili titolari della Chiesa cattolica; dal 3 settembre 2019 l'arcivescovo, titolo personale, titolare è Paolo Borgia, nunzio apostolico in Libano.

## Cronotassi

### Vescovi
- Esilarato ? † (menzionato nel 603)
- Giovanni † (menzionato nel 680)

### Vescovi titolari
- Paolo Borgia, dal 3 settembre 2019